# Любковцы
Любковцы (укр. Любківці) — село в Заболотовской поселковой общине Коломыйского района Ивано-Франковской области Украины.
Население по переписи 2001 года составляло 690 человек. Занимает площадь 0,657 км². Почтовый индекс — 78343. Телефонный код — 03476.

## Известные люди
- Борчук, Степан Николаевич украинский историк, доктор исторических наук, профессор, главный редактор журнала "Из архивов КГБ"